# Fincantieri
Fincantieri S.p.A. è un'azienda pubblica italiana operante nel settore della cantieristica navale ed è il più importante gruppo navale d'Europa e il quarto a livello internazionale (2014).
Già di proprietà dell'IRI fin dalla sua fondazione, è oggi controllata 71,3% da Cdp Industria, finanziaria di Cassa Depositi e Prestiti (società controllata dal Ministero dell'Economia e delle Finanze).
La società è quotata alla Borsa Italiana nell'indice FTSE Italia Mid Cap.

## Storia
Dagli anni '30 quattro società cantieristiche, Cantieri Riuniti dell'Adriatico (CRDA), Odero-Terni-Orlando (OTO), Navalmeccanica e Ansaldo, erano state acquisite dallo Stato e amministrate direttamente dall’IRI. Nel marzo 1948 esse erano state ricondotte all’interno della finanziaria pubblica costituita per il settore meccanico, Finmeccanica, con la OTO che nel 1949 usciva dal settore cantieristico, cedendo i suoi stabilimenti di Livorno e del Muggiano ad Ansaldo.
Il 29 dicembre 1959 viene costituita Fincantieri, come società finanziaria per il controllo dei principali cantieri navali italiani, raggruppando tutte le partecipazioni dell’IRI nei grandi gruppi cantieristici a partecipazione statale dell'epoca, scorporandole da Finmeccanica.
Nel 1966 nasce Italcantieri, per la gestione diretta di alcuni cantieri.
Nel 1973 l'IRI acquisisce i Cantieri Navali del Tirreno Riuniti del gruppo Piaggio, con cantieri a Riva Trigoso, Muggiano, Ancona e Palermo.

### Società per azioni
Nel 1984 Fincantieri da holding finanziaria delle partecipazioni statali assumeva direttamente in proprio l'attività operativa delle società che prima controllava, compresa Italcantieri, e veniva costituita da quattro divisioni: costruzioni mercantili e offshore, costruzioni militari, riparazioni e trasformazioni navali, motoristica. Assume la denominazione "Fincantieri-Cantieri navali italiani S.p.A." con sede a Trieste. A metà degli anni '90 il mercato vede una ripresa della cantieristica, in particolare nel segmento delle navi da crociera, dove Fincantieri diviene leader mondiale, con una quota di mercato che, dal 1995, è sopra il 25 per cento.
Nel 2002 Fintecna incorpora l'IRI e ne assume le partecipazioni, tra cui Fincantieri, mentre il ministero dell'economia e delle finanze acquisisce la titolarità dell'intero capitale sociale che cede poi al gruppo Cassa depositi e prestiti. Nel documento di programmazione economica finanziaria del 2008 era prevista la quotazione della Fincantieri alla Borsa Italiana, ma alla luce della crisi finanziaria mondiale, l'azienda ha accantonato tale progetto fino al 2014.

### Acquisizione della STX OSV Holdings Ltd. (poi VARD)
Nel dicembre 2012 Fincantieri acquista per 900 milioni di euro STX OSV Holdings Ltd, il più grande costruttore di mezzi di supporto alle attività di estrazione e produzione di petrolio e gas naturale. L'acquisizione, avviata da Fincantieri Oil&Gas per un totale di 455 milioni di euro per l'acquisto del 50,75%, che poi diventeranno 900 milioni quando venne lanciata l'OPA, finanziata da mezzi propri e da un gruppo composto da Banca Imi, BNP Paribas, Banca Carige e UniCredit, Cassa depositi e prestiti: il prestito è stato garantito da SACE, e l'operazione ha visto il suo closing ad aprile 2013. Questa operazione ha significato per Fincantieri l'ingresso nel settore della navalmeccanica offshore.
Nel corso del 2013 STX OSV è stata ridenominata Vard, da Varde, tipica torre di pietra usata in Norvegia come faro per la navigazione, posta lungo le coste.
Attraverso la controllata "Vard Holdings Limited", Fincantieri acquisisce per 8 milioni di euro la società canadese "STX Canada Marine", società specializzata nel design e nell'ingegneria navale.

### Lo sbarco in borsa e gli accordi commerciali
Nel 2013-2014 la società riprende il progetto di quotarsi in borsa a Milano e viene ammessa alla Borsa Italiana il 12 giugno 2014: l'iter di quotazione è iniziato il 16 giugno 2014, per terminare il 27 giugno 2014. Per celebrare l'avvenimento è stata allestita a Palazzo Mezzanotte a Milano una prua di una nave che sembra uscire dal palazzo stesso.
Il 3 luglio 2014 è avvenuto il debutto.
Il 9 ottobre 2014, a margine del varo del sommergibile Pietro Venuti (S 528) al cantiere di Muggiano, Finmeccanica (oggi Leonardo) e Fincantieri hanno firmato un importante accordo di collaborazione per la costruzione di navi militari. Questo accordo prevede la collaborazione nelle attività di ricerca e innovazione, nonché la possibilità di creare una rete di fornitori comuni per prodotti e componenti di base.
Il 21 novembre 2014 Fincantieri comunica di aver firmato importanti accordi con "Carnival Corporation" (settore delle navi da crociera) e "China State Shipbuilding Corporation" (settore cantieristico) per la costruzione di navi da crociera in trasferimento di tecnologia. Con "Carnival Corporation" è stato firmato un ulteriore accordo il 27 marzo 2015 per la costruzione di nuove navi da crociera.

### Le acquisizioni del 2017 e del 2018
A maggio 2017, in cordata con "Fondazione Cassa di Risparmio di Trieste", Fincantieri vince l'asta bandita per la vendita del 66,66% di STX France, a seguito del fallimento della casa madre sudcoreana "Stx Offshore & Shipbuilding", parte di "STX Corporation" con una offerta di 79,5 milioni di euro. L'operazione viene ostacolata dal Governo francese che ritiene i cantieri navali di "STX France" strategici a livello nazionale, dichiarando l'intenzione di voler procedere alla nazionalizzazione dell'azienda (di cui già deteneva il restante 33,34%), in forza del diritto di prelazione previsto dagli accordi precedenti con la holding STX.
Dopo mesi di trattative tra Palazzo Chigi e l'Eliseo, il 27 settembre 2017, Paolo Gentiloni, Presidente del Consiglio dei Ministri del Governo italiano ed Emmanuel Macron, Presidente della Repubblica francese, siglano a Lione l'accordo definitivo per la vendita a Fincantieri della maggioranza di STX France, confermato dal contratto di compravendita stipulato tra Fincantieri e lo Stato francese il 3 febbraio 2018.
In sostanza, la Francia, tramite "Agence des Participations de l'État" (APE), ente che gestisce le partecipazioni statali transalpine, il 30 giugno 2018 si è avvalsa del diritto di prelazione su "STX France" salendo al 100% del capitale sociale: dopodiché venderà a Fincantieri Europe S.p.A. il 50%, per 59,7 milioni di euro. Inoltre, APE darà in prestito a Fincantieri Europe l'1% di STX France per 12 anni al fine di poter esercitare il governo della società, a condizione però del rispetto di una serie di clausole: diversamente, in caso di inadempimenti, sarà revocato. Il 34,34% sarà detenuto da APE (di cui l'1%, come detto, in prestito a Fincantieri), il 15.66% da Naval Group. Il Consiglio di Amministrazione di "STX France" sarà composto da 4 membri nominati da Fincantieri (compreso il Presidente e l'Amministratore Delegato), 2 membri nominati dallo Stato francese, 1 membro nominato da Naval Group, 1 membro nominato dai dipendenti. Nel 2019 è nata la joint venture con Naval Group denominata Naviris, con sede a Genova.
Il consolidamento del mercato è stato incentivato dalla dinamica del mercato cinese che dal 2015 aveva accresciuto le esportazioni di armamenti navali verso la sua area di influenza (Thailandia, Pakistan, Bangladesh, Nigeria), posizionadosi sul mercato mondiale come un produttore di alta tecnologia a basso costo. Lo scenario di una maggiore concentrazione in Europa era stato rafforzato anche dalla fusione dei due colossi cinesi China Shipbuilding Industry Corporation e China Shipbuilding Industry Corporation.
Sempre nel 2017, viene costituita "Fincantieri Infrastructure S.p.A.", con sede a Verona, con l'intenzione di progettare, realizzare e montare strutture in acciaio, su progetti di grande dimensione quali ponti, stadi, porti ed altre infrastrutture: sta costruendo in Belgio, quattro ponti sul Canale Alberto, avendo vinto la gara lanciata da "THV Via T Albert".
Ad agosto 2018, insieme a "MerMec", era in procinto di rilevare il 98,54% di Vitrociset: tuttavia l'accordo salta il mese dopo in quanto Leonardo, azionista di minoranza di "Vitrociset" con l'1,46%, decide di esercitare il diritto di prelazione previsto dallo statuto, passando pertanto all'acquisto dell'azienda.
Dal 2019 Fincantieri è detenuta da CDP Industria S.p.A., holding finanziaria di Cassa depositi e prestiti, che ha il 71,32% delle azioni.
Nell'aprile 2024 viene varata nei cantieri di Monfalcone la nuova Sun Princess, la più grande nave da crociera mai costruita in Italia e la prima nave di Fincantieri alimentata a gas naturale liquefatto.

## Clientela
Oltre che per la propria marina nazionale, tra i clienti principali figurano, in Europa, la marina olandese con le classi Albatros, Predatori e Lynx, la marina greca con le classi Stromboli ed Etna, la marina albanese con le classi Cassiopea e Libra, la marina danese con la classe Albatros, la marina maltese con la classe Saettia Mark III e la marina francese con la classe Vulcano.
Fuori Europa, in tempi moderni, ci sono la marina indonesiana con le classi FREMM, Bergamini, Thaon di Revel e Maestrale, la marina irachena con le classi 550, Ibn Nusayr, Stromboli e Saettia Mark IV, quella qatariota con le classi San Giorgio, Al Fulk, Doha e Musherib, quella emiratina con le classi Saettia Mark I, Falaj 2, Comandanti e Abu Dhabi, quella algerina con le classi San Giorgio, Kalaat Béni Abbès e Vulcano, quella statunitense con le classi FREMM, Bergamini e Constellation, quella peruviana con le classi Lupo e Carvajal, quella venezuelana con le classi Lupo e Mariscal Sucre, quella libica con le classi 550 e Al Assad, quella ecuadoriana con le classi 550 ed Esmeraldas, quella malese con le classi 550 e Laksamana, quella egiziana con le classi FREMM e Bergamini, quella giapponese con la classe Nibbio e quella panamese con la classe Saettia Mark II.
Invece, alla marina italiana sono state vendute alcune unità usate della classe Albatros/Predatori/Lynx da parte dell'Olanda.
Da segnalare che anche l'Iraq, insieme alle 550/Ibn Nusayr e alla Stromboli, aveva acquistato le Lupo, poi bloccate in seguito all'embargo e sostituite dalle italiane Saettia Mark IV.

## Organizzazione

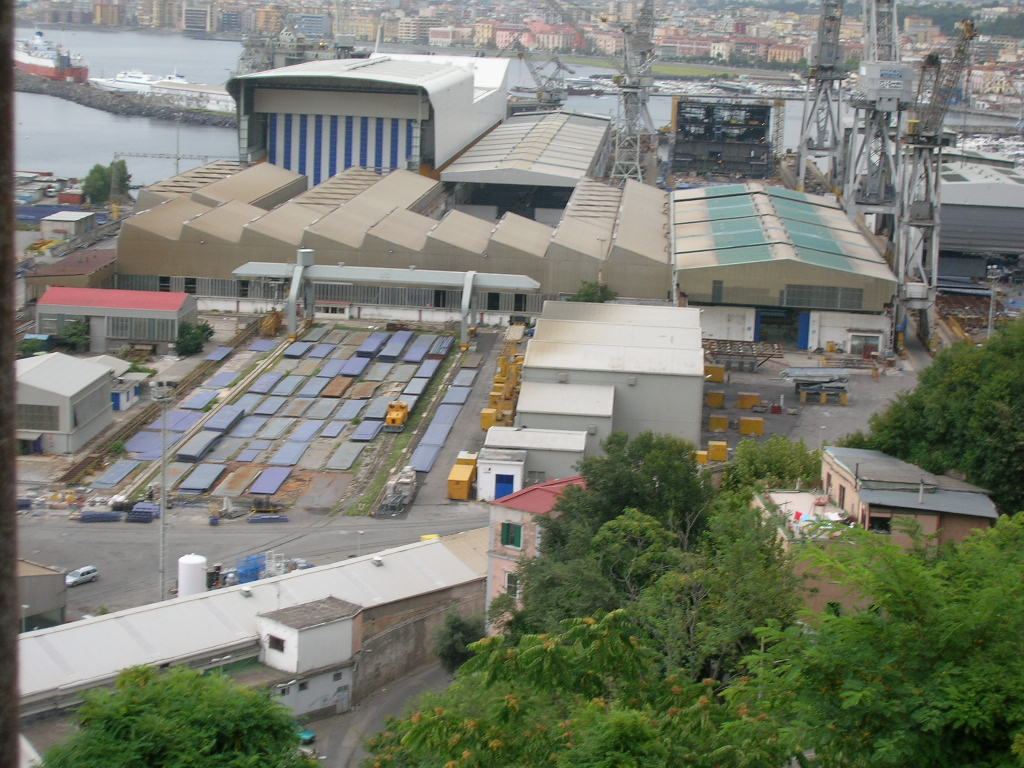
I cantieri navali di Castellammare di Stabia

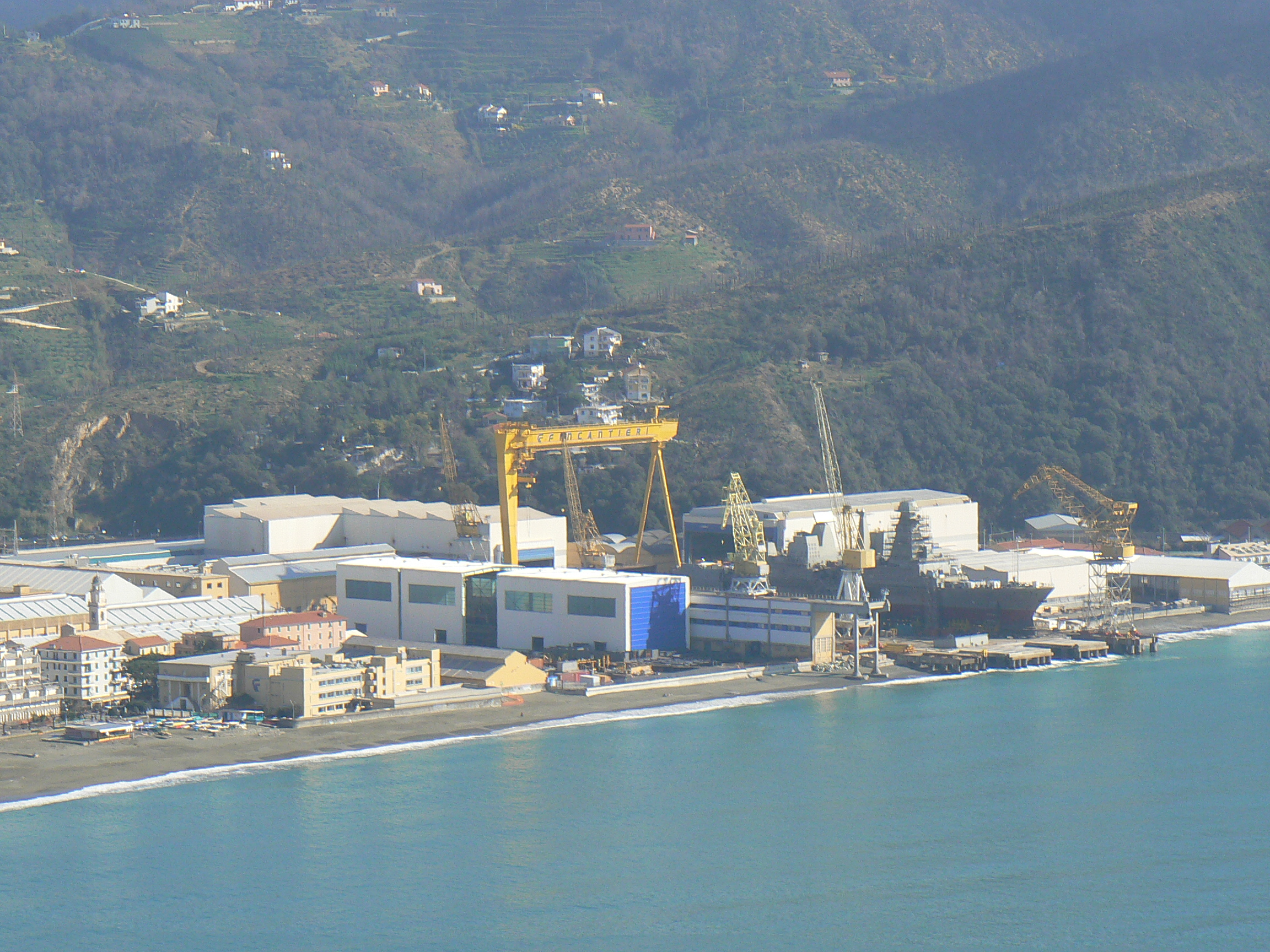
I cantieri navali di Riva Trigoso visti da Punta Manara

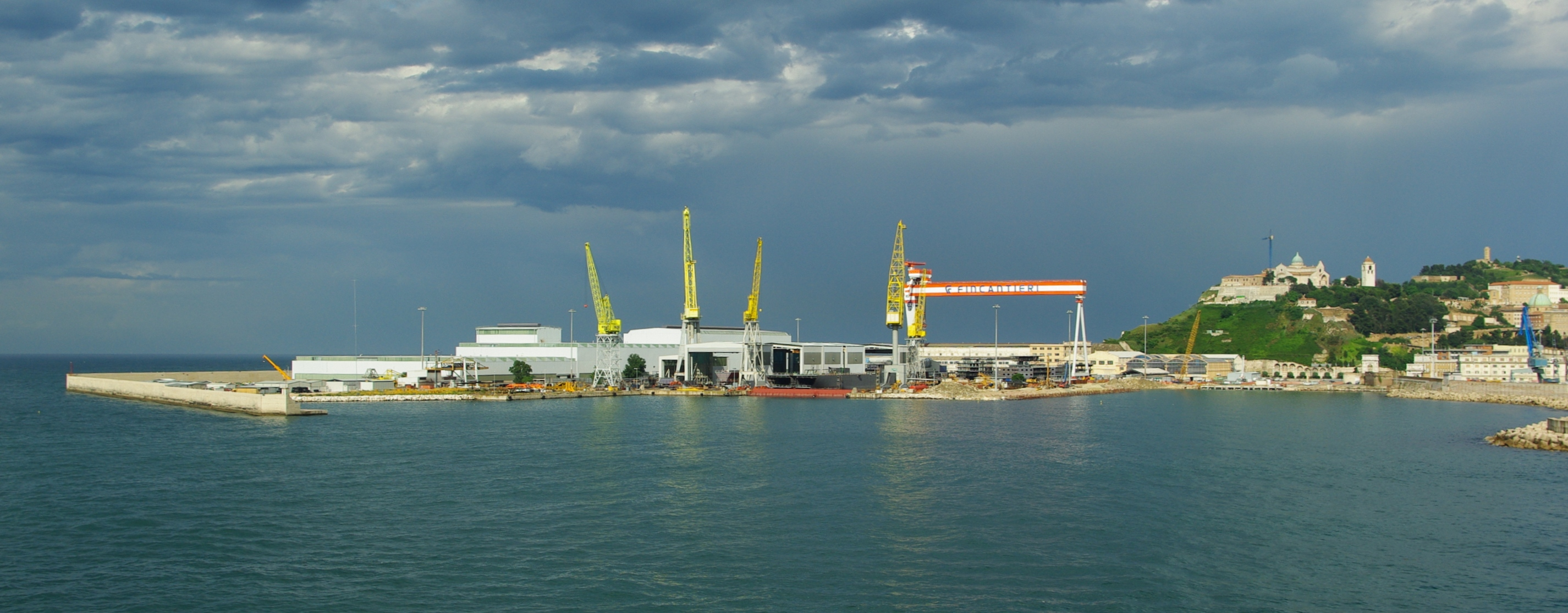
Cantiere navale di Ancona

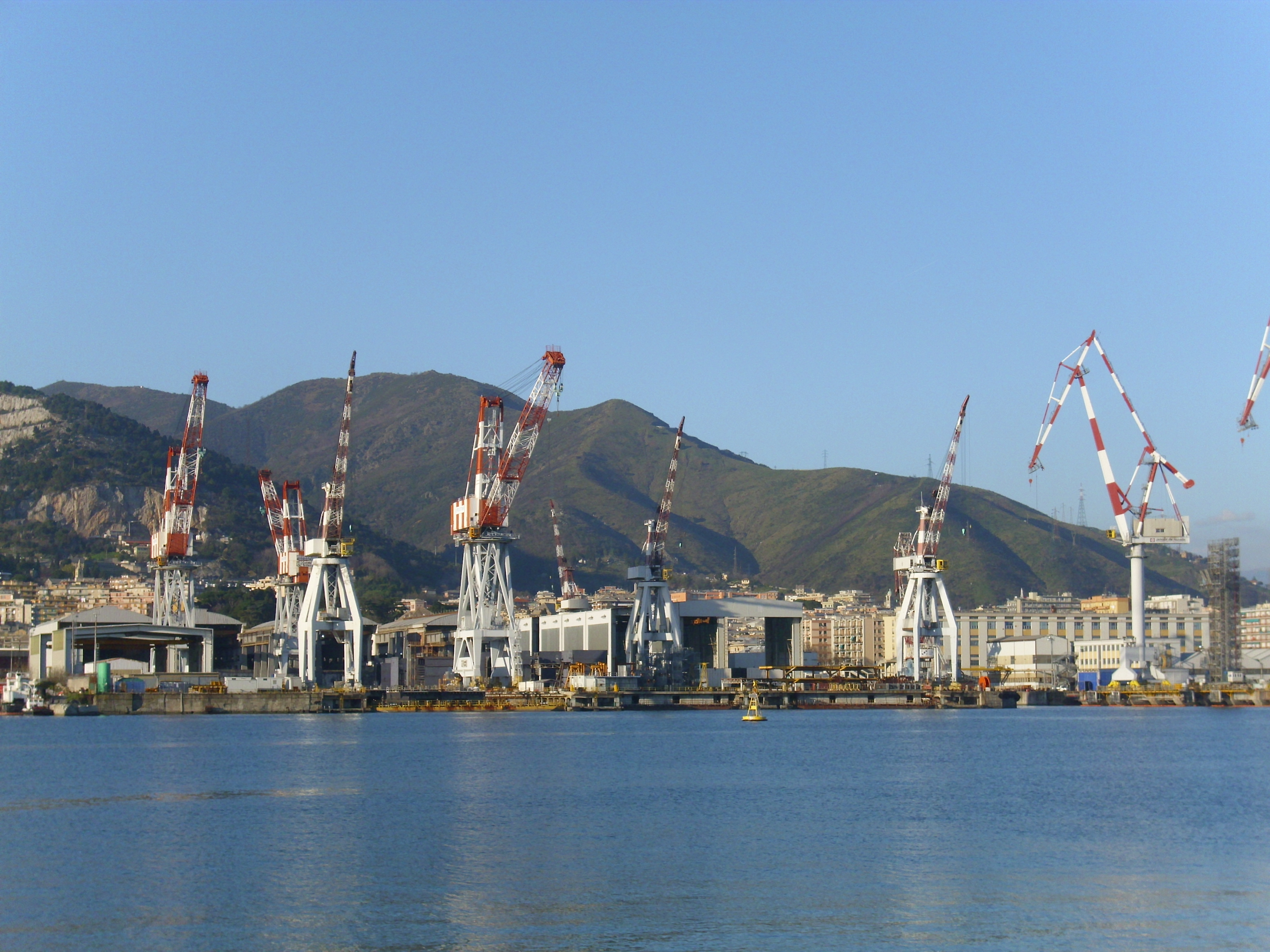
Cantiere navale di Sestri Ponente

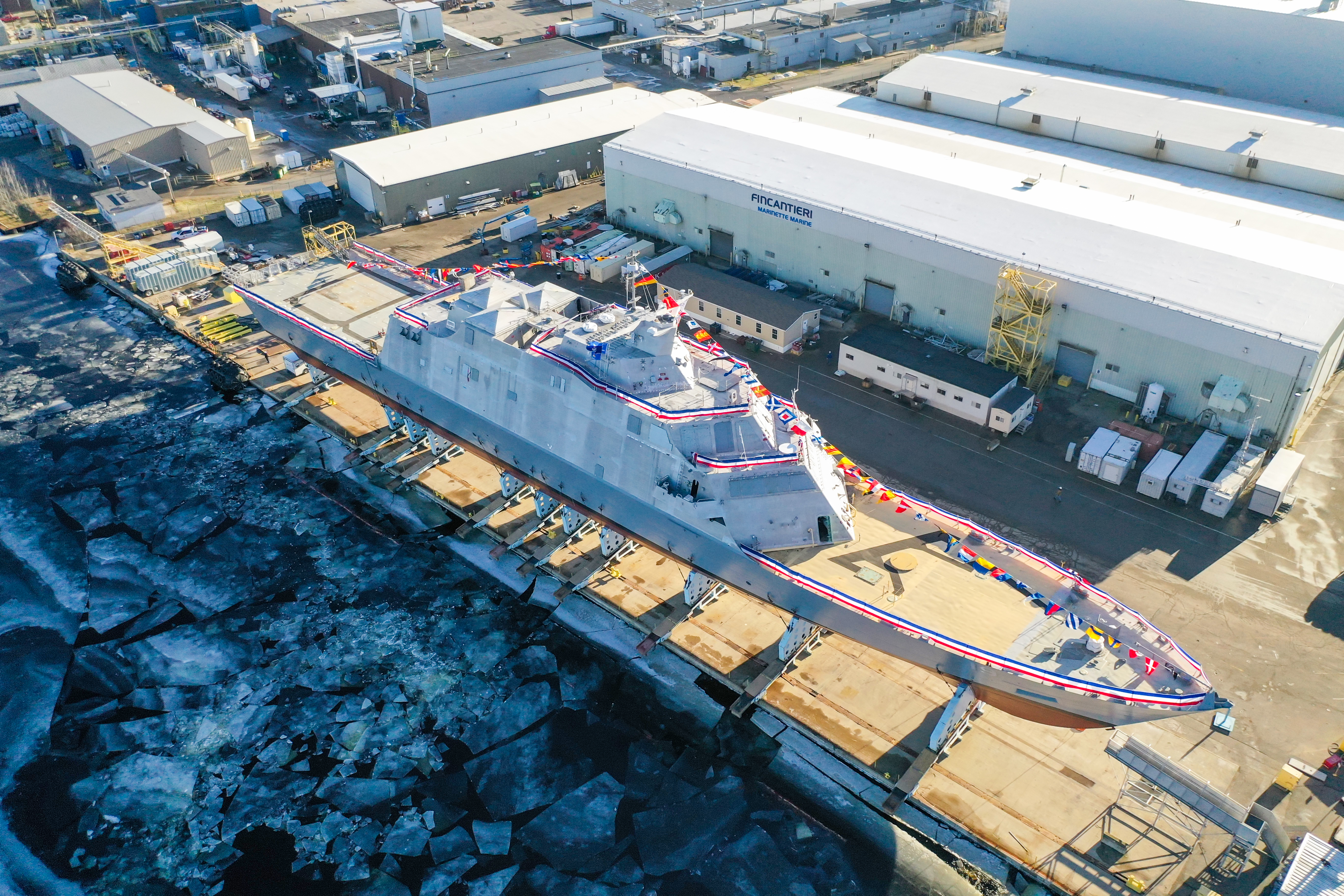
Vista aerea del cantiere di Marinette negli USA

- Shipbuilding: progettazione e costruzione di navi da crociera, traghetti, navi militari, mega yachts, attività di trasformazione e riparazione. Ne fa parte la Direzione Mercantile di Trieste con i cantieri di Monfalcone (GO), Marghera (Venezia, VE) e Sestri Ponente (Genova), per le navi da crociera e Ancona (AN), Palermo e Castellammare di Stabia (Napoli) per le navi da trasporto. Comprende anche la Direzione Navi Militari di Genova e i suoi cantieri di Muggiano (La Spezia) (che realizza anche mega yacht) e Riva Trigoso, frazione di Sestri Levante (Genova) per le navi militari. Incorpora anche le attività svolte da Fincantieri tramite Cetena e a livello internazionale.
- Offshore: mezzi di supporto, per la perforazione e per la costruzione. È presente attraverso il gruppo Vard.
- Sistemi e componenti, servizi: sistemi di stabilizzazione, propulsione, posizionamento e generazione, automazione e cabine. Comprende anche servizi di postvendita. Realizzati a Riva Trigoso e da Isotta Fraschini.
- Vertici: la Presidenza è Biagio Mazzotta e Pier Roberto Folgiero è l'Amministratore Delegato dal 20 aprile 2022.

## Organismi
Dopo lo scioglimento dell'IRI e la conseguente scomparsa di Intersind, la Fincantieri si è affiliata a Confindustria.
È inoltre associata a Cesa (Committee European Shipbuilders' Associations), l'Associazione dei costruttori navali europei, mentre in Italia ha costituito la Assonave, l'Associazione dei cantieri navali pubblici che si affianca all'Ancanap, l'Associazione dei cantieri navali privati.

## Partecipazioni dirette
- Isotta Fraschini Motori S.p.A. - Bari - 100% - Produzione motori diesel
- Cetena S.p.A. - Genova - 71,10% (Centro per gli Studi di Tecnica Navale) - Centro di ricerca nel campo della tecnica navale con sede a Genova e con oltre 70 addetti tra ingegneri e tecnici[42] che collabora con le più importanti istituzioni italiane;
- Orizzonte Sistemi Navali - Genova - 51% - Ingegneria navale, costituita insieme a Finmeccanica (oggi Leonardo), attiva nella progettazione e realizzazione di unità navali militari;
- SEAF S.p.A. - Roma - 100% - Settore finanziario;
- Gestione Bacini La Spezia S.p.A. - Muggiano - 99% - Gestione bacini di carenaggio;
- Elnav S.p.A. - Trieste - 49% - Compagnia armatrice;
- Bacini di Palermo S.p.A. - Palermo - 100% - Gestione bacini di carenaggio;
- Fincantieri Holding B.V. - Amsterdam (Paesi Bassi) - 100% - Holding estera;
- Fincantieri North America Marine Systems inc. - Chesapeake (Virginia, USA);
- Fincantieri Marine Group;[43] - Manitowoc (Wisconsin, USA)
  - Marinette Marine, Marinette, Wisconsin (USA
- Lloyd Werft-Bremerhaven GmbH - Bremerhaven (Germania) - 34,21%;
- Seastema SPA - Genova - 100%;
- Fincantieri Oil&Gas S.p.A. - Trieste - 100%;
  - Vard Group A.S. - Norvegia - 100%;
- Fincantieri SI - Trieste - 100% - costituita dal 29 gennaio 2015, si occupa di progettazione, produzione e fornitura di impianti elettrici e di apparecchi elettronici;[44][45]
- IsselNord Srl - Follo (SP) - 100% - fornisce supporto logistico integrato nel settore "Navi Militari";
- Fincantieri Infrastructure S.p.A. - Trieste (Sede legale) e Verona (sede operativa) - 100% - strutture in acciaio.

## Marchi e loghi storici

Logo dal 1939
Logo dal 1980
Logo dal 1981
Logo dal 1983

## Strutture passate e presenti
Nel corso degli anni hanno fatto parte della Fincantieri o della sua sfera d'influenza, le seguenti entità (in ordine alfabetico):
- Arsenale Triestino San Marco: riparazioni di navi
- Arsenale di Taranto: riparazioni di navi
- Bacini Meridionali di Napoli: riparazioni di navi
- Bremerhaven: riparazioni di navi
- Cantiere di Ancona: costruzione di navi
- Cantiere di Castellammare di Stabia: costruzione di navi
- Cantiere di Livorno: costruzione di navi e riparazioni di navi
- Cantiere di Marghera: costruzione di navi
- Cantiere di Monfalcone: costruzione di navi
- Cantiere di Muggiano: costruzione di navi
- Cantiere di Palermo: costruzione di navi e riparazioni di navi
- Cantiere di Sestri Levante nella frazione di Riva Trigoso: costruzione di navi e costruzioni meccaniche
- Cantiere di Sestri Ponente: costruzione di navi
- Cantiere di Valeggio sul Mincio: strutture in acciaio
- Cantieri Navali ed Officine Meccaniche di Venezia: riparazioni di navi
- Centro per gli Studi di Tecnica Navale: ricerche nel campo navale
- Diesel Ricerche: ricerche nel campo motoristico
- Direzioni di Genova: direzioni e centri di progettazione
- Direzione di Roma
- Direzioni di Trieste: direzioni e centri di progettazione
- Gas Compressi Trieste: gas tecnici per saldature
- Grandi Motori Trieste: costruzione di motori
- Isotta Fraschini Motori - Trieste: costruzione di motori
- Isotta Fraschini Motori - Bari: costruzione di motori
- Lips: costruzione di eliche
- Marine Systems North America: commercializzazione
- Orizzonte Sistemi Navali: ingegneria navale
- Sulzer: progettazione di motori
- Fincantieri SI: progettazione, produzione e fornitura impianti elettrici e apparecchi elettronici

## Dati economici e finanziari

### 2008
Il gruppo Fincantieri nel 2008 ha avuto ricavi per 2,93 miliardi (2,80 dalla gestione caratteristica), Ebitda di 141 milioni, EBIT di 80 milioni, 10,22 milioni di utile. Ha acquisito ordini per 2,52 miliardi, un portafoglio d'ordini di 10,84 miliardi. Patrimonio netto di 835,09 milioni, posizione finanziaria netta negativa di 64 milioni, 488,82 milioni tra immobili, impianti e macchinari, 1.15 miliardi di debiti, 10 navi superiori ai 40 metri consegnate, 9.185 dipendenti.
Fincantieri S.p.A. nel 2008 ha fatturato 2,77 miliardi con ricavi totali di 2,90 miliardi, Ebitda di 131 milioni di euro, Ebit di 56,38 milioni, utile di 8 milioni. Ha acquisito ordini per 2,49 miliardi, ha un portafoglio ordini di 10,80 miliardi. 806 milioni di patrimonio netto, posizione finanziaria netta negativa di 38 milioni, 1,13 miliardi di debiti, 104,55 milioni di partecipazioni, 8.889 dipendenti.

### 2009
Il gruppo Fincantieri nel 2009 ha ottenuto ricavi per 3,26 miliardi attribuibile all'inclusione nel perimetro di consolidamento di Fincantieri Marine Group ed allo sviluppo delle attività nel periodo in questione, Ebitda di 125 milioni, Ebit di 20 milioni, una perdita di 64 milioni determinata da oneri non ricorrenti derivanti da vuoti di lavoro a causa della situazione di crisi del mercato.
Ha un patrimonio netto di 1,05 miliardi, una posizione finanziaria netta negativa di 151 milioni, 15 navi superiori ai 40 metri consegnate, 1,75 miliardi di ordini acquisiti nel 2009, portafoglio ordini di 10,06 miliardi, debiti per 1,42 miliardi, 10.530 dipendenti.

### 2010
Fincantieri nel 2010 ha ottenuto ricavi per 2,87 miliardi in diminuzione a causa della minore produzione, Ebitda di 179 milioni di euro, Ebit di 111 milioni, perdite per 124 milioni determinate da una serie di accantonamenti dovuti a problematiche come il danno biologico provocato dall'amianto alle maestranze ma anche alla riduzione del carico di lavoro ed alla crescente riduzione dei prezzi dei prodotti venduti per far fronte all'offerta della concorrenza.
Patrimonio netto di 938 milioni, posizione finanziaria netta positiva di 100 milioni, 16 navi superiori ai 40 metri consegnate.
536,8 milioni il valore di immobili ed impianti, ha acquisito ordini per 1,91 miliardi di euro, ha un portafoglio ordini di 8,88 miliardi a cui corrisponde un carico di lavoro pari a 5,93 miliardi che tuttavia non è in grado di saturare la capacità produttiva di tutti gli stabilimenti del Gruppo. Occupa 10.210 dipendenti.

### 2011
Fincantieri nel 2011 ha ottenuto ricavi per 2,38 miliardi a causa della contrazione del mercato, Ebitda pari a 138 milioni, Ebit a 72 milioni e utile netto per 10 milioni. Le unità consegnate sono state 8. Gli ordini acquisiti durante l'esercizio superano gli 1,8 miliardi. Il Patrimonio netto è in aumento a quota 951 milioni, mentre la posizione finanziaria netta è pari a 190 milioni. Gli investimenti del periodo si attestano a quota 78 milioni.

### 2012
Fincantieri ha concluso il 2012 con ricavi per 2,38 miliardi, Ebitda a 137 milioni, Ebit di 77 milioni, utili per 15 milioni.
Ha acquisito ordini per 1,39 miliardi e ha un portafoglio ordini di 7,81 miliardi, che tuttavia non è sufficiente a saturare la capacità produttiva degli otto stabilimenti, per cui si prevede il ricorso a Cassa Integrazione per i dipendenti di alcune unità operative.
Ha consegnato 3 navi da crociera e una militare.
Il valore residuo di immobili, impianti e macchinari è di 584,67 milioni, 956,53 milioni di patrimonio netto, 10.240 dipendenti.

### 2013
Il Bilancio 2013 non è paragonabile con i precedenti perché risente dell'ampliamento della società dato dalla citata acquisizione di STX OSV.
Pertanto, Fincantieri nel 2013 ha conseguito 3,81 miliardi di ricavi, di cui:
- 2,39 miliardi da Shipbuilding
- 1,32 miliardi da Offshore
- 0,16 miliardi da Sistemi, componenti e servizi

A tali dati sono da sottrarre elisioni.
Ebitda di 298 milioni, Ebit di 209 milioni, 85,11 milioni di euro di utili.
Il valore residuo di immobili, impianti e macchinari è di 897 milioni di euro, 1,21 miliardi di patrimonio netto, 910,53 milioni di debiti verso fornitori, debiti finanziari a quota 873,61 milioni, debiti obbligazionari per 296,05 milioni, in aumento rispetto agli anni precedenti, per effetto dell'acquisizione di Stx Osv.
4,99 miliardi di ordini acquisiti, per un portafoglio ordini di 12,9 miliardi. 33 navi consegnate.
Ha 20.389 dipendenti, di cui 7.735 in Italia.

### 2014
Debutto in borsa. L'offerta globale riguarda 703.980.000 azioni, di cui 103.980.000 messe in vendita da Fintecna S.p.A., mentre le restanti 600.000.000 derivano dall'aumento di capitale.
L'80% dell'offerta complessiva è destinata agli investitori istituzionali e il restante 20% a un "pubblico indistinto". Previsto anche un 4,4% dell'offerta complessiva per i dipendenti.
Poco prima dello sbarco in borsa, il prezzo di partenza viene fissato per 0,78 euro e viene rivista l'intera offerta: l'offerta globale viene abbassata a 450 milioni di azioni e Fintecna S.p.A. ha rinunciato alle 103.980.000 azioni da mettere in vendita.
Oltre a ciò, è stata modificata anche la destinazione dell'offerta: le azioni per il "pubblico indistinto" passano dal 20% al 90% dell'offerta globale (400.738.000), mentre quelle destinate agli investitori istituzionali (49.262.000) rappresentano il 10%.
Fincantieri ha raccolto 351 milioni di euro durante la fase di collocamento, con una capitalizzazione di 1.320 milioni di euro. Il 3 luglio 2014 la società sbarca ufficialmente alla Borsa di Milano sul mercato telematico azionario.
Il 1º agosto 2014 Fincantieri esercita l'opzione greenshoe per gli istituzionali, collocando 7,21 milioni di azioni a 0,78 euro/azione. Il valore di questa operazione è di 5,6 milioni di euro.
Nel bilancio d'esercizio 2014:
- Fincantieri ha acquisito nuovi ordini per 5.639 milioni di euro (cresciuti di 641 milioni di euro rispetto al 2013);
- ha ottenuto ricavi per 4.399 milioni di euro (3.811 milioni nel 2013);
- l'EBITDA è stato pari a 297 milioni di euro (298 milioni nel 2013);
- l'EBIT è stato pari a 198 milioni di euro (209 milioni nel 2013);
- il risultato netto ante proventi ed oneri estranei alla gestione ordinaria e non ricorrenti è stato pari a 87 milioni di euro (137 milioni nel 2013);
- il risultato netto è stato pari a 55 milioni di euro (85 milioni nel 2013);
- la posizione finanziaria netta è stata positiva di 44 milioni di euro, migliorata di 199 milioni di euro rispetto al 2013;
- gli investimenti fatti da Fincantieri sono stati pari a 162 milioni di euro (255 milioni nel 2013);
- il Free cash flow è stato negativo di 124 milioni di euro (negativo per 519 milioni di euro nel 2013);
- i Construction loans sono stati pari a 847 milioni di euro (563 milioni nel 2013).[57]

### 2015
Anno complessivamente molto negativo per il gruppo che realizza una perdita d'esercizio di 289 milioni di euro e vede dimezzato il valore del titolo in meno di un anno. A contribuire all'incertezza sul mercato è il nodo rimasto ancora insoluto della nomina di un direttore generale, dopo le dimissioni inaspettate di Andrea Mangoni a novembre, nominato solo pochi mesi prima.
| Dati economici (Euro/milioni)                                                                  | 2015   |
| Ricavi e proventi                                                                              | 4.183  |
| EBITDA                                                                                         | -26    |
| EBITDA margin                                                                                  | -0,60% |
| EBIT                                                                                           | -137   |
| EBIT margin                                                                                    | -3,30% |
| Risultato del periodo ante proventi ed oneri estranei alla gestione ordinaria e non ricorrenti | -252   |
| Proventi ed oneri estranei alla gestione ordinaria e non ricorrenti                            | -50    |
| Risultato del periodo                                                                          | -289   |
| Risultato del periodo di pertinenza del Gruppo                                                 | -175   |

### 2017
Il 2017 si chiude con 5,02 miliardi di euro di ricavi, di cui:
- 3,88 miliardi dalla Divisione Shipbuilding (navi da crociera, navi militari, traghetti, mega yacht)
- 943 milioni dalla Divisione Offshore (mezzi di perforazione, acquacoltura, eolico offshore)
- 558 milioni dalla Divisione Sistemi e Componenti e dalla Divisione Service (elettronica, turbine, costruzioni, riparazioni)

Da sottrarre 364 milioni di elisioni.
341 milioni di Ebitda, 221 milioni di Ebit, 53 milioni di utili: tutti gli indicatori risultano positivi grazie al buon andamento dello Shipbuilding.
1,30 miliardi di euro di patrimonio netto, 19.545 dipendenti.
Ha consegnato 25 navi superiori a 40 metri, acquisito ordini per 8,55 miliardi di euro (32 navi superiori a 40 metri), per un portafoglio totale di 28,48 miliardi (106 navi superiori a 40 metri).

## Dati societari
- Ragione sociale: Fincantieri S.p.A.
- Sede sociale: Via Genova, 1 - Trieste
- Capitale sociale: 633.480.725,70 euro
- Codice fiscale: 00397130584

## Azionisti
- CdP Industria - 71,6%
- Flottante - 28,4%[59]

## Morti bianche
Nel 2010 i dirigenti della Fincantieri Antonio Cipponeri, Giuseppe Cortesi e Luciano Lemetti, vengono condannati a causa delle morti bianche nel cantiere di Palermo di 37 operai, morti con tumore ai polmoni dovuto all'inalazione di fibre all'amianto.

## Realizzazioni
Tra le tante navi realizzate in passato nei cantieri del gruppo, va ricordato il Rex che nel 1933 vinse il Nastro Azzurro ed il Destriero che riconquistò il Nastro Azzurro nel 1992 attraversando l'Atlantico alla velocità media di 53 nodi.
Altra grande realizzazione della Fincantieri è stata la SSCV 7000, la seconda più grande piattaforma semisommergibile mai realizzata, dotata di gru capaci di sollevare fino a 14.000 tonnellate e la Grand Princess che al momento del varo era la più grande nave passeggeri al mondo.
Il 28 giugno 2014 al cantiere navale di Castellammare di Stabia è varato il traghetto "F.-A.-Gauthier" per la società di trasporto canadese "Société des traversiers du Québec". Tale traghetto rappresenta un'innovazione per la cantieristica navale italiana, poiché è il primo traghetto a propulsione "dual fuel" (può viaggiare sia a LNG che a marine Diesel oil) costruito in Italia e il primo in uso nell'America del Nord. Su questo traghetto sono stati montati anche apparecchi atti a ridurre in maniera significativa le emissioni di anidride carbonica, ossido di azoto e ossido di zolfo. Nonostante le sue innovazioni, la nave ha presentato diversi problemi nel suo funzionamento.
Nel settembre 2014 è stato avviato il programma Rinascimento, il quale prevedeva l'allungamento di 4 navi di MSC Crociere della Classe Lirica (MSC Armonia, MSC Lirica, MSC Sinfonia, MSC Opera) nel cantiere Fincantieri di Palermo.
Il 4 novembre 2015 si è chiuso il programma, costato 200 milioni di euro.
I cantieri navali di Monfalcone hanno costruito tra il 2017 ed il 2018 le navi da crociera MSC Seaside e MSC Seaview, le due navi più grandi mai costruite in Italia e le seconde in Europa, dopo MSC Meraviglia e la gemella MSC Bellissima, costruite in Francia da Chantiers de l'Atlantique.

### Navi in costruzione
I cantieri navali di Monfalcone stanno costruendo le navi da crociera MSC Seashore e gemella di classe Seaside Evo, versione ampliata della pluripremiata classe Seaside di MSC, in consegna dal 2021. Saranno le più grandi navi costruite in Italia.
Fincantieri realizzerà anche quattro navi extra-lusso per MSC Crociere, da circa 1.000 persone, con un rapporto ospite-equipaggio di quasi 1:1. Saranno consegnate nel 2022-2023-2024-2025. Avranno il servizio unico MSC Yacht Club.
Nel 2020 l'appalto dal valore di 5,58 miliardi di dollari per la costruzione di 10 nuove fregate per la Marina degli Stati Uniti è stato vinto dalla Marinette Marine Corporation, società appartentente al Fincantieri Marine Group.

### Navi da crociera (selezione)
Alcune delle più importanti navi varate negli ultimi anni dalla Fincantieri comprendono:
| Foto | Nome originario     | Tipo             | Varo | Cantiere                          | Operatore originario      |
| ---- | ------------------- | ---------------- | ---- | --------------------------------- | ------------------------- |
|      | Costa Classica      | Nave da crociera | 1991 | Cantiere navale di Monfalcone     | Costa Crociere            |
|      | Costa Romantica     | Nave da crociera | 1992 | Cantiere navale di Monfalcone     | Costa Crociere            |
|      | MS Maasdam          | Nave da crociera | 1993 | Cantiere navale di Monfalcone     | Holland America Line      |
|      | Carnival Destiny    | Nave da crociera | 1995 | Cantiere navale di Monfalcone     | Carnival Cruise Lines     |
|      | Sun Princess        | Nave da crociera | 1995 | Cantiere navale di Monfalcone     | Princess Cruises          |
|      | MS Rotterdam        | Nave da crociera | 1996 | Cantiere navale di Monfalcone     | Holland America Line      |
|      | Dawn Princess       | Nave da crociera | 1996 | Cantiere navale di Monfalcone     | Princess Cruises          |
|      | Grand Princess      | Nave da crociera | 1998 | Cantiere navale di Monfalcone     | Princess Cruises          |
|      | Sea Princess        | Nave da crociera | 1998 |                                   | Princess Cruises          |
|      | Disney Magic        | Nave da crociera | 1998 | Cantiere navale di Marghera       | Disney Cruise Line        |
|      | Carnival Triumph    | Nave da crociera | 1999 | Cantiere navale di Monfalcone     | Carnival Cruise Lines     |
|      | Disney Wonder       | Nave da crociera | 1999 | Cantiere navale di Marghera       | Disney Cruise Line        |
|      | MS Volendam         | Nave da crociera | 1999 | Cantiere navale di Marghera       | Holland America Line      |
|      | MS Zaandam          | Nave da crociera | 1999 | Cantiere navale di Marghera       | Holland America Line      |
|      | MS Amsterdam        | Nave da crociera | 2000 | Cantiere navale di Marghera       | Holland America Line      |
|      | Oceana              | Nave da crociera | 2000 | Cantiere navale di Monfalcone     | P&O Cruises               |
|      | Golden Princess     | Nave da crociera | 2000 | Cantiere navale di Monfalcone     | Princess Cruises          |
|      | Carnival Victory    | Nave da crociera | 2000 | Cantiere navale di Monfalcone     | Carnival Cruise Lines     |
|      | Star Princess       | Nave da crociera | 2001 | Cantiere navale di Monfalcone     | Princess Cruises          |
|      | Carnival Conquest   | Nave da crociera | 2002 | Cantiere navale di Monfalcone     | Carnival Cruise Lines     |
|      | MS Zuiderdam        | Nave da crociera | 2002 | Cantiere navale di Marghera       | Holland America Line      |
|      | Costa Fortuna       | Nave da crociera | 2003 | Cantiere navale di Sestri Ponente | Costa Crociere            |
|      | Costa Magica        | Nave da crociera | 2003 | Cantiere navale di Sestri Ponente | Costa Crociere            |
|      | Carnival Glory      | Nave da crociera | 2003 | Cantiere navale di Monfalcone     | Carnival Cruise Lines     |
|      | MS Oosterdam        | Nave da crociera | 2003 | Cantiere navale di Marghera       | Holland America Line      |
|      | Westerdam           | Nave da crociera |      | Cantiere navale di Marghera       | Holland America Line      |
|      | Carnival Valor      | Nave da crociera | 2004 | Cantiere navale di Monfalcone     | Carnival Cruise Lines     |
|      | Caribbean Princess  | Nave da crociera | 2004 | Cantiere navale di Monfalcone     | Princess Cruises          |
|      | Carnival Liberty    | Nave da crociera | 2005 | Cantiere navale di Monfalcone     | Carnival Cruise Lines     |
|      | Arcadia             | Nave da crociera | 2005 | Cantiere navale di Marghera       | P&O Cruises               |
|      | Crown Princess      | Nave da crociera | 2005 | Cantiere navale di Monfalcone     | Princess Cruises          |
|      | Costa Concordia     | Nave da crociera | 2005 | Cantiere navale di Sestri Ponente | Costa Crociere            |
|      | Emerald Princess    | Nave da crociera | 2006 | Cantiere navale di Monfalcone     | Princess Cruises          |
|      | Costa Serena        | Nave da crociera | 2006 | Cantiere navale di Sestri Ponente | Costa Crociere            |
|      | Queen Victoria      | Nave da crociera | 2006 | Cantiere navale di Marghera       | Cunard Line               |
|      | Noordam             | Nave da crociera | 2006 | Cantiere navale di Marghera       | Holland America Line      |
|      | Carnival Freedom    | Nave da crociera | 2007 | Cantiere navale di Marghera       | Carnival Cruise Lines     |
|      | Fram                | Nave da crociera | 2007 | Cantiere navale di Monfalcone     | Hurtigruten               |
|      | Carnival Splendor   | Nave da crociera | 2007 | Cantiere navale di Sestri Ponente | Carnival Cruise Lines     |
|      | Carnival Dream      | Nave da crociera | 2008 | Cantiere navale di Monfalcone     | Carnival Cruise Lines     |
|      | Ruby Princess       | Nave da crociera | 2008 | Cantiere navale di Monfalcone     | Princess Cruises          |
|      | Ventura             | Nave da crociera | 2008 | Cantiere navale di Monfalcone     | P&O Cruises               |
|      | Costa Luminosa      | Nave da crociera | 2009 | Cantiere navale di Marghera       | Costa Crociere            |
|      | Costa Pacifica      | Nave da crociera | 2009 | Cantiere navale di Sestri Ponente | Costa Crociere            |
|      | Costa Deliziosa     | Nave da crociera | 2009 | Cantiere navale di Marghera       | Costa Crociere            |
|      | Marina              | Nave da crociera | 2009 | Cantiere navale di Sestri Ponente | Oceania Cruises           |
|      | Silver Spirit       | Nave da crociera | 2009 | Cantiere navale di Ancona         | Silversea Cruises         |
|      | Queen Elizabeth     | Nave da crociera | 2010 | Cantiere navale di Monfalcone     | Cunard Line               |
|      | Azura               | Nave da crociera | 2010 | Cantiere navale di Monfalcone     | P&O Cruises               |
|      | Le Boreal           | Nave da crociera | 2010 | Cantiere navale di Ancona         | Compagnie du Ponant       |
|      | Carnival Magic      | Nave da crociera | 2010 | Cantiere navale di Monfalcone     | Carnival Cruise Lines     |
|      | Costa Favolosa      | Nave da crociera | 2010 | Cantiere navale di Marghera       | Costa Crociere            |
|      | Costa Fascinosa     | Nave da crociera | 2011 | Cantiere navale di Marghera       | Costa Crociere            |
|      | L'Austral           | Nave da crociera | 2011 | Cantiere navale di Ancona         | Compagnie du Ponant       |
|      | Riviera             | Nave da crociera | 2011 | Cantiere navale di Sestri Ponente | Oceania Cruises           |
|      | Le Lyrial           | Nave da crociera | 2014 | Cantiere navale di Ancona         | Compagnie du Ponant       |
|      | Viking Star         | Nave da crociera | 2014 | Cantiere navale di Marghera       | Viking Ocean Cruises      |
|      | Costa Diadema       | Nave da crociera | 2014 | Cantiere navale di Marghera       | Costa Crociere            |
|      | Regal Princess      | Nave da crociera | 2014 | Cantiere navale di Monfalcone     | Princess Cruises          |
|      | Carnival Vista      | Nave da crociera | 2015 | Cantiere navale di Monfalcone     | Carnival Cruise Lines     |
|      | Britannia           | Nave da crociera | 2015 | Cantiere navale di Monfalcone     | P&O Cruises               |
|      | Seven Seas Explorer | Nave da crociera | 2015 | Cantiere navale di Sestri Ponente | Regent Seven Seas Cruises |
|      | Viking Sea          | Nave da crociera | 2015 | Cantiere navale di Ancona         | Viking Ocean Cruises      |
|      | Majestic Princess   | Nave da crociera | 2016 | Cantiere navale di Monfalcone     | Princess Cruises          |
|      | Viking Sky          | Nave da crociera | 2016 | Cantiere navale di Ancona         | Viking Ocean Cruises      |
|      | Silver Muse         | Nave da crociera | 2016 | Cantiere navale di Sestri Ponente | Silversea Cruises         |
|      | Seabourn Encore     | Nave da crociera | 2016 | Cantiere navale di Marghera       | Seabourn Cruise Line      |
|      | Nieuw Amsterdam     | Nave da crociera | 2017 | Cantiere navale di Marghera       | Holland America Line      |
|      | MSC Seaside         | Nave da crociera | 2017 | Cantiere navale di Monfalcone     | MSC Crociere              |
|      | MSC Seaview         | Nave da crociera | 2018 | Cantiere navale di Monfalcone     | MSC Crociere              |
|      | Carnival Panorama   | Nave da crociera | 2018 | Cantiere navale di Marghera       | Carnival Cruise Lines     |
|      | Costa Venezia       | Nave da crociera | 2019 | Cantiere navale di Monfalcone     | Costa Crociere            |
|      | Scarlet Lady        | Nave da crociera | 2019 | Cantiere navale di Sestri Ponente | Virgin Voyages            |
|      | Valiant Lady        | Nave da crociera | 2020 | Cantiere navale di Sestri Ponente | Virgin Voyages            |
|      | Rotterdam           | Nave da crociera | 2021 | Cantiere navale di Marghera       | Holland America Line      |
|      | Norwegian Prima     | Nave da crociera | 2022 | Cantiere navale di Marghera       | Norwegian Cruise Line     |

### Navi traghetto (selezione)
Alcune delle più importanti navi varate negli ultimi anni dalla Fincantieri comprendono:
| Foto | Nome originario        | Tipo                  | Varato | Cantiere                                   | Operatore originario              |
| ---- | ---------------------- | --------------------- | ------ | ------------------------------------------ | --------------------------------- |
|      | Carducci               | Ro-Pax                | 1969   | Cantiere navale di Castellammare di Stabia | Tirrenia di Navigazione           |
|      | Leopardi               | Ro-Pax                | 1970   | Cantiere navale di Castellammare di Stabia | Tirrenia di Navigazione           |
|      | Domiziana              | Ro-Pax                | 1978   | Cantiere navale di Castellammare di Stabia | Tirrenia di Navigazione           |
|      | Emilia                 | Ro-Pax                | 1978   | Cantiere navale di Castellammare di Stabia | Tirrenia di Navigazione           |
|      | Clodia                 | Ro-Pax                | 1979   | Cantiere navale di Sestri Ponente          | Tirrenia di Navigazione           |
|      | Nomentana              | Ro-Pax                | 1979   | Cantiere navale di Castellammare di Stabia | Tirrenia di Navigazione           |
|      | Aurelia                | Ro-Pax                | 1979   | Cantiere navale di Castellammare di Stabia | Tirrenia di Navigazione           |
|      | Flaminia               | Ro-Pax                | 1980   | Cantiere navale di Castellammare di Stabia | Tirrenia di Navigazione           |
|      | Paolo Veronese         | Ro-Pax                | 1985   | Cantiere navale di Palermo                 | Siremar                           |
|      | Ichnusa                | Ro-Pax                | 1985   | Cantiere navale di Castellammare di Stabia | Tirrenia di Navigazione           |
|      | Scilla                 | Traghetto ferroviario | 1985   | Cantiere navale di Palermo                 | Ferrovie dello Stato              |
|      | Villa                  | Traghetto ferroviario | 1985   | Cantiere navale di Palermo                 | Ferrovie dello Stato              |
|      | Logudoro               | Traghetto ferroviario | 1988   | Cantiere navale di Palermo                 | Ferrovie dello Stato              |
|      | Palladio               | Ro-Pax                | 1988   | Cantiere navale di Ancona                  | Adriatica di Navigazione          |
|      | Isola di Santo Stefano | Bidirezionale         | 1989   | Cantiere navale di Castellammare di Stabia | Saremar                           |
|      | Sansovino              | Ro-Pax                | 1989   | Cantiere navale di Ancona                  | Adriatica di Navigazione          |
|      | Aethalia               | Ro-Pax                | 1991   | Cantiere navale di Palermo                 | Toremar                           |
|      | Laurana                | Ro-Pax                | 1992   | Cantiere navale di Palermo                 | Adriatica di Navigazione          |
|      | Excelsior              | Cruise-Ferry          | 1999   | Cantiere navale di Sestri Ponente          | Grandi Navi Veloci                |
|      | Festos Palace          | Cruise-Ferry          | 2000   | Cantiere navale di Sestri Ponente          | Minoan Lines                      |
|      | Knossos Palace         | Cruise-Ferry          | 2000   | Cantiere navale di Sestri Ponente          | Minoan Lines                      |
|      | Pride of Rotterdam     | Ro-Pax                | 2000   | Cantiere navale di Marghera                | P&O Ferries                       |
|      | Pride of Hull          | Ro-Pax                | 2001   | Cantiere navale di Marghera                | P&O Ferries                       |
|      | Bithia                 | Cruise-ferry          | 2001   | Cantiere navale di Castellammare di Stabia | Tirrenia di Navigazione           |
|      | Janas                  | Cruise-ferry          | 2001   | Cantiere navale di Castellammare di Stabia | Tirrenia di Navigazione           |
|      | Olympia Palace         | Cruise-ferry          | 2001   | Cantiere navale di Sestri Ponente          | Minoan Lines                      |
|      | Europa Palace          | Cruise-ferry          | 2001   | Cantiere navale di Sestri Ponente          | Minoan Lines                      |
|      | Danielle Casanova      | Cruise-ferry          | 2002   | Cantiere navale di Ancona                  | SNCM                              |
|      | Athara                 | Cruise-ferry          | 2003   | Cantiere navale di Castellammare di Stabia | Tirrenia di Navigazione           |
|      | Nuraghes               | Cruise-ferry          | 2004   | Cantiere navale di Castellammare di Stabia | Tirrenia di Navigazione           |
|      | Sharden                | Cruise-ferry          | 2004   | Cantiere navale di Castellammare di Stabia | Tirrenia di Navigazione           |
|      | Moby Aki               | Cruise-ferry          | 2005   | Cantiere navale di Ancona                  | Moby Lines                        |
|      | Finnmaid               | Ro-Pax                | 2005   | Cantiere navale di Ancona                  | Finnlines                         |
|      | Nordlink               | Ro-Pax                | 2006   |                                            | Finnlines                         |
|      | Finnstar               | Ro-Pax                | 2006   | Cantiere navale di Castellammare di Stabia | Finnlines                         |
|      | Finnlady               | Ro-Pax                | 2007   | Cantiere navale di Ancona                  | Finnlines                         |
|      | Superstar              | Cruise-Ferry          | 2007   | Cantiere navale di Ancona                  | Tallink                           |
|      | Cruise Roma            | Cruise-Ferry          | 2007   | Cantiere navale di Castellammare di Stabia | Grimaldi Lines                    |
|      | Cruise Barcelona       | Cruise-Ferry          | 2008   | Cantiere navale di Castellammare di Stabia | Grimaldi Lines                    |
|      | Cruise Europa          | Cruise-Ferry          | 2009   | Cantiere navale di Castellammare di Stabia | Grimaldi Minoan Lines             |
|      | Cruise Olympia         | Cruise-Ferry          | 2009   | Cantiere navale di Castellammare di Stabia | Grimaldi Minoan Lines             |
|      | F.-A.-Gauthier         | Ro-Pax                | 2014   | Cantiere navale di Castellammare di Stabia | Société des traversiers du Québec |

### Navi Veloci (selezione)
| Foto | Nome originario   | Tipo             | Varato | Cantiere                                                     | Operatore originario    |
| ---- | ----------------- | ---------------- | ------ | ------------------------------------------------------------ | ----------------------- |
|      | SuperSeaCat One   | Fast-Ferry       | 1997   | Cantiere navale di Riva Trigoso Cantiere navale del Muggiano | SuperSeaCat             |
|      | SuperSeaCat Two   | Fast-Ferry       | 1997   | Cantiere navale di Riva Trigoso Cantiere navale del Muggiano | SuperSeaCat             |
|      | Aries             | High Speed Craft | 1998   | Cantiere navale di Riva Trigoso                              | Tirrenia di Navigazione |
|      | Scorpio           | High Speed Craft | 1998   | Cantiere navale di Riva Trigoso                              | Tirrenia di Navigazione |
|      | Taurus            | High Speed Craft | 1998   | Cantiere navale di Riva Trigoso                              | Tirrenia di Navigazione |
|      | SuperSeaCat Three | Fast-Ferry       | 1999   | Cantiere navale di Riva Trigoso Cantiere navale del Muggiano | SuperSeaCat             |
|      | SuperSeaCat Four  | Fast-Ferry       | 1999   | Cantiere navale di Riva Trigoso Cantiere navale del Muggiano | SuperSeaCat             |
|      | Capricorn         | High Speed Craft | 1999   | Cantiere navale di Riva Trigoso                              | Tirrenia di Navigazione |
|      | Gotland II        | Fast-Ferry       | 2006   | Cantiere navale del Muggiano                                 | Rederi Ab Gotland       |

### Navi merci (selezione)
| Foto | Nome originario        | Tipo        | Varato | Cantiere                                   | Operatore originario |
| ---- | ---------------------- | ----------- | ------ | ------------------------------------------ | -------------------- |
|      | Repubblica di Venezia  | Con-Ro      | 1987   | Cantiere navale di Marghera                | Grimaldi Group       |
|      | Repubblica di Genova   | Con-Ro      | 1988   | Cantiere navale di Castellammare di Stabia | Grimaldi Group       |
|      | Repubblica di Amalfi   | Con-Ro      | 1989   | Cantiere navale di Castellammare di Stabia | Grimaldi Group       |
|      | Repubblica di Roma     | Con-Ro      | 1992   | Cantiere navale di Castellammare di Stabia | Grimaldi Group       |
|      | Via Mediterraneo       | Ro-Ro       | 1992   | Cantiere navale di Palermo                 | Viamare              |
|      | Lazio                  | Ro-Ro       | 1993   | Cantiere navale di Palermo                 | Viamare              |
|      | Puglia                 | Ro-Ro       | 1995   | Cantiere navale di Palermo                 | Viamare              |
|      | Grande Africa          | Con-Ro      | 1997   | Cantiere navale di Palermo                 | Grimaldi Group       |
|      | Grande America         | Con-Ro      | 1997   | Cantiere navale di Palermo                 | Grimaldi Group       |
|      | Grande Europa          | Car Carrier | 1997   | Cantiere navale di Castellammare di Stabia | Grimaldi Group       |
|      | Repubblica Argentina   | Con-Ro      | 1998   | Cantiere navale di Sestri Ponente          | Grimaldi Group       |
|      | Repubblica del Brasile | Con-Ro      | 1998   | Cantiere navale di Sestri Ponente          | Grimaldi Group       |
|      | Selandia Seaways       | Ro-Ro       | 1998   | Cantiere navale di Trieste                 | DFDS                 |
|      | Grande Mediterraneo    | Car-Carrier | 1998   | Cantiere navale di Castellammare di Stabia | Grimaldi Group       |
|      | Tor Britannia          | Ro-Ro       | 1999   | Cantiere navale di Trieste                 | DFDS                 |
|      | Suecia Seaways         | Ro-Ro       | 1999   | Cantiere navale di Trieste                 | DFDS                 |
|      | Gran Bretagna          | Car Carrier | 1999   | Cantiere navale di Castellammare di Stabia | Grimaldi Group       |
|      | Grande Francia         | Con-Ro      | 2001   | Cantiere navale di Castellammare di Stabia | Grimaldi Group       |
|      | Grande Argentina       | Con-Ro      | 2001   | Cantiere navale di Palermo                 | Grimaldi Group       |
|      | Grande Atlantico       | Con-Ro      | 2001   | Cantiere navale di Palermo                 | Grimaldi Group       |
|      | Grande Brasile         | Con-Ro      | 2001   | Cantiere navale di Palermo                 | Grimaldi Group       |
|      | Grande Amburgo         | Con-Ro      | 2002   | Cantiere navale di Castellammare di Stabia | Grimaldi Group       |
|      | Grande Buenos Aires    | Con-Ro      | 2003   | Cantiere navale di Ancona                  | Grimaldi Group       |
|      | Grande Nigeria         | Con-Ro      | 2003   | Cantiere navale di Ancona                  | Grimaldi Group       |
|      | Grande San Paolo       | Con-Ro      | 2003   | Cantiere navale di Palermo                 | Grimaldi Group       |
|      | Neptune Okeanis        | Car Carrier | 2005   | Cantiere navale di Palermo                 | Neptune Lines        |
|      | Neptune Thelisis       | Car Carrier | 2006   | Cantiere navale di Palermo                 | Neptune Lines        |

### Navi militari (selezione)
Alcune delle più importanti navi militari varate negli ultimi anni dalla Fincantieri:
| Foto | Nome                       | Tipo                                                         | Varo | Cantiere                                      | Operatore originario     |
| ---- | -------------------------- | ------------------------------------------------------------ | ---- | --------------------------------------------- | ------------------------ |
|      | Giuseppe Garibaldi (C 551) | incrociatore portaelicotteri portaerei leggera (STOVL) - CVS | 1983 | Cantiere navale di Monfalcone                 | Marina Militare Italiana |
|      | San Giorgio (L 9892)       | Nave d'assalto anfibio Landing Platform Dock                 | 1987 | Cantiere navale di Riva Trigoso               | Marina Militare Italiana |
|      | San Giusto (L 9894)        | Nave da sbarco LPD                                           | 1993 | Cantiere navale di Riva Trigoso               | Marina Militare Italiana |
|      | Cavour (C 550)             | CVH portaerei STOVL                                          | 2004 | -                                             | Marina Militare Italiana |
|      | Scirè (S 527)              | sottomarino                                                  | 2004 | -                                             | Marina Militare Italiana |
|      | Andrea Doria (D 553)       | Cacciatorpediniere - DDG                                     | 2005 | -                                             | Marina Militare Italiana |
|      | Caio Duilio (D 554)        | Cacciatorpediniere - DDG                                     | 2007 | -                                             | Marina Militare Italiana |
|      | Carlo Bergamini (F 590)    | Fregata-FREMM (Fregate Europee Multi Missione)               | 2011 | -                                             | Marina Militare Italiana |
|      | Virginio Fasan (F 591)     | Fregata-FREMM (Fregate Europee Multi Missione)               | 2012 | Cantiere navale di Muggiano                   | Marina Militare Italiana |
|      | Carlo Margottini (F 592)   | Fregata-FREMM (Fregate Europee Multi Missione)               | 2013 | Cantiere navale di Muggiano                   | Marina Militare Italiana |
|      | Kalaat Beni-Abbes          | Unità da sbarco e supporto logistico (BDSL)                  | 2014 | Cantiere navale di Riva Trigoso               | Marina Militare Algerina |
|      | Carabiniere (F 593)        | Fregata-FREMM (Fregate Europee Multi Missione)               | 2014 | Marina Militare Italiana                      |                          |
|      | Pietro Venuti (S 528)      | sottomarino                                                  | 2014 | Cantiere navale di Muggiano                   | Marina Militare Italiana |
|      | Alpino (F 594)             | Fregata-FREMM (Fregate Europee Multi Missione)               | 2014 | Cantiere navale di Riva Trigoso               | Marina Militare Italiana |
|      | Romeo Romei (S 529)        | sottomarino                                                  | 2015 | Cantiere navale di Muggiano                   | Marina Militare Italiana |
| -    | Itarus                     | piattaforma galleggiante semisommergibile                    | 2015 | Cantieri navali di Muggiano e di Riva Trigoso | RosRAO                   |
|      | Luigi Rizzo (F 595)        | Fregata-FREMM (Fregate Europee Multi Missione)               | 2015 | Cantieri navale di Riva Trigoso               | Marina Militare Italiana |
|      | Trieste (L 9890)           | LHD                                                          | 2019 | Cantiere navale di Castellammare di Stabia    | Marina Militare Italiana |

### Realizzazioni di Fincantieri Infrastructure
Il 18 dicembre 2018, la costruzione del Viadotto Genova San Giorgio di Genova è stata affidata ad una cordata comprendente Fincantieri Infrastructure, Webuild e Italferr. Gli impalcati del nuovo ponte, infatti, sono stati realizzati presso lo stabilimento Fincantieri di Castellamare di Stabia.
Nel 2020 la ricostruzione del porto turistico di Rapallo (distrutto dopo la mareggiata dell'ottobre 2018) e la costruzione della nuova diga foranea del porto di Vado Ligure sono state affidate alla controllata Fincantieri Infrastructure Opere Marittime.
Nel 2021 Fincantieri Infrastructure è stata incaricata della costruzione di un nuovo terminal crociere a Miami.